# Championnat de F3000 italienne 2000
Le championnat de F3000 italienne 2000 a été remporté par le pilote brésilien Ricardo Sperafico sur une monoplace de l'écurie ADM Competizione. 

## Règlement
- Tous les pilotes sur Lola T96/50 à moteur Zytek
- L'attribution des points s'effectue selon le barème 10,6,4,3,2,1.

## Courses de la saison 2000
| Date        | Lieu       | Vainqueur         | Nationalité | Équipe               |
| 2 avril     | Vallelunga | Gabriele Lancieri | Italie      | Sighinolfi Autosport |
| 16 avril    | Mugello    | Ricardo Sperafico | Brésil      | ADM Competizione     |
| 14 mai      | Imola      | Warren Hughes     | Royaume-Uni | Arden Team Russia    |
| 25 juin     | Monza      | Warren Hughes     | Royaume-Uni | Arden Team Russia    |
| 23 juillet  | Vallelunga | Ricardo Sperafico | Brésil      | ADM Competizione     |
| 6 août      | Donington  | Ricardo Sperafico | Brésil      | ADM Competizione     |
| 9 septembre | Pergusa    | Darren Manning    | Royaume-Uni | Arden Team Russia    |
| 22 octobre  | Misano     | Ricardo Sperafico | Brésil      | ADM Competizione     |

## Classement des pilotes
| Classement | Pilote              | Pays           | Équipe               | Nombre de points |
| ---------- | ------------------- | -------------- | -------------------- | ---------------- |
| 1er        | Ricardo Sperafico   | Brésil         | ADM Competizione     | 46               |
| 2e         | Warren Hughes       | Royaume-Uni    | Arden Team Russia    | 37               |
| 3e         | Gabriele Lancieri   | Italie         | Sighinolfi Autosport | 28               |
| 4e         | Rodrigo Sperafico   | Brésil         | Draco Junior Team    | 22               |
| 5e         | Thomas Biagi        | Italie         | GP Racing            | 15               |
| 6e         | Darren Manning      | Royaume-Uni    | Arden Team Russia    | 14               |
| 7e         | Gianluca Calcagni   | Italie         | Monaco Motorsport    | 11               |
| 8e         | Manuel Giao         | Portugal       | Monaco Motorsport    | 10               |
| 9e         | "Babalus"           | Italie         | First Grand Prix     | 8                |
| 10e        | Tomas Scheckter     | Afrique du Sud | Da Vinci Team        | 6                |
| 11e        | Gabriele Varano     | Italie         | Team Ghinzani        | 3                |
| 12e        | Marcelo Battistuzzi | Brésil         | Monaco Motorsport    | 2                |
| 12e        | Giovanni Montanari  | Italie         | Durango              | 2                |
| 12e        | Soheil Ayari        | France         | Durango              | 2                |
| 15e        | Michele Spoldi      | Italie         | Durango              | 1                |